# داميان ويلكنز
داميان ويلكنز (بالإنجليزية: Damien Wilkins)‏ مواليد 11 يناير 1980 في واشنطن، هو لاعب كرة سلة أمريكي بدأ مسيرته الاحترافية في سنة 2004 لعب في الرابطة الوطنية لكرة السلة والدوري الفنزويلي لكرة السلة وحمل الرقم 21. يبلغ طوله 6 قدم 6 بوصة (2.0 م). مثّل منتخب بلاده.

## فرق لعب لها
- مينيسيوتا تيمبر وولفز
- أتلانتا هوكس
- ديترويت بيستونز
- فيلادلفيا سفنتي سيكسرز

## روابط خارجية
- داميان ويلكنز على موقع الاتحاد الدولي لكرة السلة (الإنجليزية)
- داميان ويلكنز على موقع إن بي أي (الإنجليزية)
- داميان ويلكنز على موقع سبورتس رفرنس (الإنجليزية)
- داميان ويلكنز على موقع كرة السلة الأوروبية.كوم (الإنجليزية)
- داميان ويلكنز على موقع كلية كرة السلة في سبورتس رفرنس.كوم (الإنجليزية)
- داميان ويلكنز على موقع ريلجم (الإنجليزية)
- داميان ويلكنز على موقع بروبوليرز (الإنجليزية)
- داميان ويلكنز على موقع سبورتس رفرنس (الإنجليزية)
- داميان ويلكنز على موقع سبورتس رفرنس (الإنجليزية)